# Micropeza maculiceps
Micropeza maculiceps är en tvåvingeart som först beskrevs av Leander Czerny 1932.  Micropeza maculiceps ingår i släktet Micropeza och familjen skridflugor. Inga underarter finns listade i Catalogue of Life.